# Ringkøbing Fjord
Der Ringkøbing Fjord ist mit 300 km² Fläche der größte Küstensee Dänemarks. 

## Daten und Lage
Der Brackwassersee ist etwa 30 km lang, 12 km breit und durchschnittlich nur 1,5 m tief. Er wird durch die 30 km lange und an der schmalsten Stelle nur wenige hundert Meter breite Nehrung namens Holmsland Klit von der offenen Nordsee getrennt. Bei der Ortschaft Hvide Sande („Weißer Sand“) besteht eine Verbindung, so dass kleinere Schiffe ein- und ausfahren können und der Wasseraustausch gewährleistet ist.
Der Ringkøbing Fjord wird umgeben von den Orten Søndervig im Nordwesten, dem namensgebenden Ringkøbing im Nordosten, Nymindegab im Süden und dem Schleusenort Hvide Sande im Westen.
Die Halbinsel Tipperne im Süden des Ringkøbingfjord ist Vogelschutzgebiet.

## Geschichte
Noch im 17. Jahrhundert lag die Öffnung zum offenen Meer hin etwa in der Mitte des Holmsland Klit, ziemlich genau gegenüber der Mündung des Flusses Skjern Å in den Fjord. Durch die hier im Wesentlichen von Norden nach Süden verlaufende Meeresströmung wurde dieser Auslauf nach Süden verlegt, indem der nördliche Arm verlängert wurde und sich vor den südlichen Arm schob. Auf diese Weise hatte sich der Ablauf gegen Ende des 19. Jahrhunderts bis an das südliche Ende des Fjords verschoben und war nahezu versandet. Die Halbinsel Tipperne ist der Rest der ehemaligen südlichen Nehrung. Beim Ort Nymindegab kann man die Reste des alten Wasserlaufs noch erkennen.
Um die Schifffahrt aufrechtzuerhalten und das Versüßen des Sees zu verhindern, wurde Holmsland Klit zwischen 1909 und 1910 bei dem heutigen Ort Hvide Sande durchstochen. Der Hvide-Sande-Kanal war 26 Meter breit und 2,5 Meter tief, wurde aber schon ein Jahr später bei einer Sturmflut aufgerissen und in den folgenden Jahren auf eine Breite von 230 Metern erweitert. Nur mühsam gelang es 1915, die Öffnung wieder zu schließen.
Wegen Streitigkeiten zwischen den Anwohnern des nördlichen und des südlichen Teils des Holmsland Klit und technischer Fragen wurde ein erneuter Versuch, die Verbindung zwischen Küstensee und Meer wiederherzustellen, erst 1923 unternommen. Der Kanal wurde schließlich 1931 in der heutigen Form eröffnet. Seitdem reguliert eine Schleuse den Wasserstand im Ringkøbing Fjord.

## Ökologische Sanierung
Seit den 1970er-Jahren sanken der Fischbestand und die Zahl von Zug- und Brutvögeln. Stickstoffeinleitungen der Landwirtschaft führten zu vermehrtem Auftreten von Cyanobakterien (Blaualgen). Das ökologische Gleichgewicht des Gewässers war bedroht.
Die dänische Naturbehörde Naturstyrelsen gab deshalb 1993 Untersuchungen in Auftrag. Darauf basierend wird seit 1995 mehr Salzwasser eingeschleust, um ein robusteres Ökosystem wiederherzustellen. Tatsächlich ging die Belastung mit Blaualgen seitdem zurück, und die Sandklaffmuschel konnte sich ausbreiten. Sie dient vielen Fischarten als Nahrung, z. B. der Flunder.
Als weitere Maßnahme zur Sanierung des Ringkøbing Fjords wurde die Renaturierung des Flüsschens Skjern Å in Angriff genommen. Dänemarks wasserreichster Fluss entwässert ein Gebiet von 2100 km² in den Küstensee (das zweitgrößte Flussgebiet des Landes). Gewinnt er seine Selbstreinigungskraft zurück, profitiert davon auch der Ringkøbing Fjord. Den ehrgeizigen Plan, einen Nationalpark Skjern Å zu errichten, gab das Parlament 2012 allerdings auf.